# Barwino
Barwino (kaszb. Barwino) – wieś w Polsce, położona w województwie pomorskim, w powiecie słupskim, w gminie Kępice, przy drodze wojewódzkiej nr 209 – łączącej drogę krajową nr 6 (Szczecin – Gdańsk) z drogą krajową nr 21 (Słupsk – Bytów – Miastko), około 2 km od Barcina. 
W latach 1975–1998 wieś administracyjnie należała do województwa słupskiego.
Wieś skupia 65 gospodarstw, w których zamieszkują 174 osoby. W centrum wsi znajduje się przystanek autobusowy. 
| SIMC    | Nazwa      | Rodzaj     |
| ------- | ---------- | ---------- |
| 0744930 | Gościeradz | przysiółek |
| 0744947 | Mielęcino  | przysiółek |

## Historia
Barwino (niem. Barvin) należał do majątku rodziny von Massow. W 1285 r. Heinrich von Massow poślubił córkę hrabiego von Gützkow i otrzymał jako posag majątki należące do parafii Barvin: (Bartin - Barcino, Barvin-Barwino, Brünnow-Bronowo, Derseelitz (Seelitz), Woblanse (Obłęże) i Wusseken-Osieki). Listy lenne z 1478 i 1486 r. wymieniają również ród von Massow jako właścicieli Barwina. 
Nie jest więc prawdą jak podaje się w wielu źródłach polskich, że pierwszy znany o Barwinie (wówczas w formie Barwin) zapis pochodzi z dokumentów z 1518 r. Nazwa wywodzi się od nazwy osobowej Barwą, a ta od Barwierz lub Barwoldus.
Do wczesnych lat 70. XX wieku w centrum Barwina stał poniemiecki dwór. Jego stan techniczny był zły i został rozebrany. Część zabudowań wchodziła w skład posiadłości właściciela majątku w Barcinie (von Massow). Wokół terenu dworku znajduje się szereg budynków architektury inwentarskiej, które prawdopodobnie należały do właściciela dworu. Znajdują się one w ewidencji zabytków Słupskiej Delegatury Wojewódzkiego Konserwatora Zabytków w Gdańsku. Obecnie większość z nich popada w ruinę. Tylko jeden poinwentarski obiekt, staraniem społeczności lokalnej - poddany został rewitalizacji i mieści obecnie Świetlicę Sołecką w Barwinie. Obok Świetlicy utworzono bezpieczny plac zabaw dla dzieci.  

## Uwarunkowania przestrzenne
Wieś Barwino położona jest na wzniesieniu, w otoczeniu pól i łąk od stron południowej, północno-zachodniej i południowo-wschodniej oraz w otulinie lasu od strony północnej i południowo-zachodniej. W pobliżu znajduje się kilka cieków wodnych – m.in. rzeczka - Bystrzenica, kilka stawów śródpolnych oraz w odległości kilku kilometrów jeziora Obłęże, Korzybie, Kryształ, Pałac, Łętowo oraz rzeka Wieprza.
Gleby wokoło miejscowości to użytki rolne lub zielone IV, V i VI klasy bonitacyjnej. Niewielki poziom próchnicy w glebie, utwory piaszczyste, rzadziej piaszczysto-gliniaste, zwłaszcza od strony południowej, wynikają z położenia Barwina na wzniesieniu. Erozja powietrzno-wodna, przekształcenia gospodarstw rolnych lub ich likwidacja spowodowała, iż część obszarów pól i łąk jest nieuprawiana i leży ugorem. Niemniej środowisko naturalne Barwina jest w stanie dobrym lub bardzo dobrym – powietrze jest czyste, występują tu duże pokłady wód podziemnych, niezniszczone lasy i duże zasoby runa leśnego.
Zagrożeniem dla środowiska terenów Barwina są: lokalizacja inwestycji degradujących krajobraz (elektrownie wiatrowe, linie elektroenergetyczne, duże kubaturowo nowoczesne obiekty, np. stacja benzynowa). Od 2019 roku dzięki podjętym działaniom Gminy Kępice - w Barwinie jest sieć kanalizacyjna oraz zmodernizowana częściowo sieć wodociągowa. W bieżącym roku planowana jest budowa drogi gminnej w Barwinie w kierunku miejscowości Gościeradz.